# Gabriella Giorgelli
Gabriella Giorgelli, talvolta accreditata come Gabriella George (Carrara, 29 luglio 1941), è un'attrice italiana, attiva nel cinema e in televisione dagli anni sessanta agli anni novanta.

## Biografia
Nata a Carrara nel 1941, si mette in mostra nel mondo dello spettacolo dopo essere stata finalista nell'edizione del 1961 di Miss Italia,  da cui viene esclusa per aver mentito sulla sua vera età, e poi come protagonista di cronache rosa. Appare in molti film, prima come comparsa e poi in ruoli più rilevanti, seppure sempre secondari; le parti di maggiore rilievo sono in pellicole d'autore quali L'isola di Arturo (1962), La commare secca (1962), I fuorilegge del matrimonio (1963), Le più belle truffe del mondo e Frenesia dell'estate (1964).
Dalla seconda metà degli anni sessanta la carriera vira verso i film di serie B di genere poliziottesco (lavora con Maurizio Merli e Tomas Milian), spaghetti western e la commedia erotica all'italiana, con sporadiche apparizioni in film rilevanti quali La canaglia (1970), L'Agnese va a morire (1976), La città delle donne (1980), Storia d'amore (1986). La carriera televisiva la vede interprete in sceneggiati quali Lulù (1986), Casa Cecilia (1987), A che punto è la notte (1994) e Anni '60 (1999).

## Vita privata
È sposata con Giuseppe Colombo, produttore di alcuni film di Dario Argento.

## Filmografia

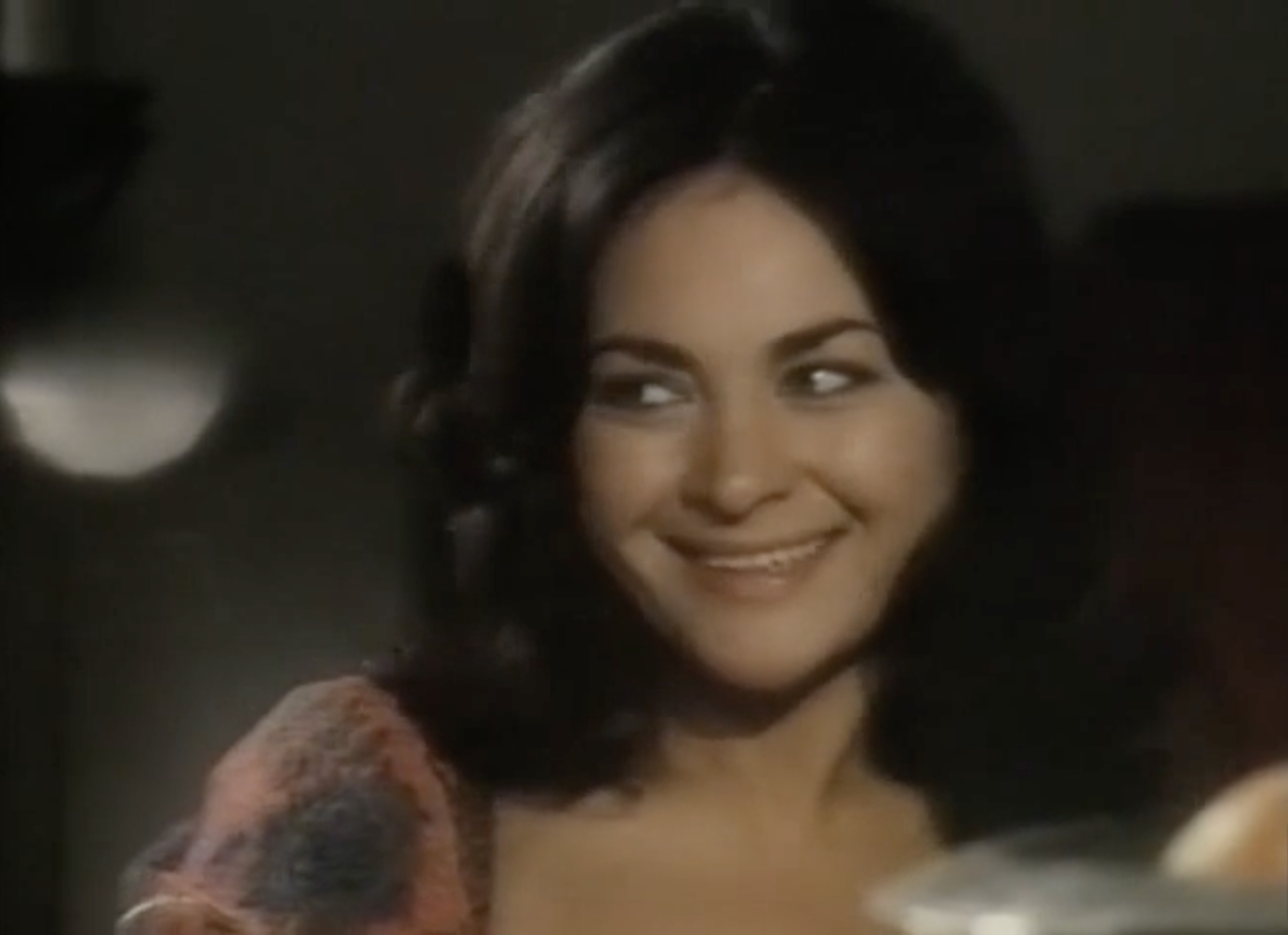
Gabriella Giorgelli in Novelle licenziose di vergini vogliose (1973)

### Cinema
- Tutti a casa, regia di Luigi Comencini (1960)
- L'isola di Arturo, regia di Damiano Damiani (1962)
- La commare secca, regia di Bernardo Bertolucci (1962)
- I compagni, regia di Mario Monicelli (1963)
- I fuorilegge del matrimonio, regia di Valentino Orsini (1963)
- Frenesia dell'estate, regia di Luigi Zampa (1964)
- La ragazza di Bube, regia di Luigi Comencini (1963) - non accreditata
- Le più belle truffe del mondo (Les plus belles escroqueries du monde), regia collettiva - episodio La Feuille de Route (1964)
- Uno straniero a Sacramento, regia di Sergio Bergonzelli (1965)
- La guerra segreta (The Dirty Game), regia di Christian-Jaque, Werner Klingler, Carlo Lizzani e Terence Young (1965)
- La ragazzola, regia di Giuseppe Orlandini (1965)
- El Greco, regia di Luciano Salce (1966)
- Una rete piena di sabbia, regia di Elio Ruffo (1966)
- Maigret a Pigalle, regia di Mario Landi (1967)
- I lunghi giorni della vendetta, regia di Florestano Vancini (1967)
- La locanda delle bambole crudeli (Das Rasthaus der grausamen Puppen), regia di Rolf Olsen (1967)
- La cintura di castità, regia di Pasquale Festa Campanile (1967)
- Le due facce del dollaro, regia di Roberto Bianchi Montero (1967)
- Operazione ricchezza, regia di Vittorio Musy Glori (1967)
- Brutti di notte, regia di Gianni Grimaldi (1968)
- Le calde notti di Lady Hamilton, regia di Christian-Jaque (1968)
- I 2 deputati, regia di Gianni Grimaldi (1968)
- Alla ricerca di Gregory (In Search of Gregory), regia di Peter Wood (1969)
- Il trapianto, regia di Steno (1970)
- Shango, la pistola infallibile, regia di Edoardo Mulargia (1970)
- La belva, regia di Mario Costa (1970)
- La canaglia (Le Voyou), regia di Claude Lelouch (1970)
- Terzo canale - Avventura a Montecarlo, regia di Giulio Paradisi (1970)
- Tre nel mille, regia di Franco Indovina (1971)
- Il mio nome è Mallory... M come morte, regia di Mario Moroni (1971)
- Il clan dei due Borsalini, regia di Giuseppe Orlandini (1971)
- Sette orchidee macchiate di rosso, regia di Umberto Lenzi (1972)
- Causa di divorzio, regia di Marcello Fondato (1972)
- Il Decamerone proibito, regia di Carlo Infascelli (1972)
- Quel gran pezzo dell'Ubalda tutta nuda e tutta calda, regia di Mariano Laurenti (1972)
- La vita, a volte, è molto dura, vero Provvidenza?, regia di Giulio Petroni (1972)
- Fratello homo sorella bona - Nel Boccaccio superproibito, regia di Mario Sequi (1972)
- Decameroticus, regia di Pier Giorgio Ferretti (1972)
- La polizia è al servizio del cittadino?, regia di Romolo Guerrieri (1973)
- Campa carogna... la taglia cresce, regia di Giuseppe Rosati (1973)
- Diario segreto da un carcere femminile, regia di Rino Di Silvestro (1973)
- Novelle licenziose di vergini vogliose, regia di Michael Wotruba (1973)
- Io e lui, regia di Luciano Salce (1973)
- I piaceri della contessa Gamiani, regia di Rinaldo Bassi (1974)
- Il bestione, regia di Sergio Corbucci (1974)
- Il lumacone, regia di Paolo Cavara (1974)
- Amore mio non farmi male, regia di Vittorio Sindoni (1974)
- Franco e Ciccio superstars, regia di Giorgio Agliani (1974)
- Scusi Eminenza... posso sposarmi?, regia di Salvatore Bugnatelli (1975)
- L'educanda, regia di Franco Lo Cascio (1975)
- La moglie vergine, regia di Franco Martinelli (1975)
- La polizia brancola nel buio, regia di Helia Colombo (1975)
- San Pasquale Baylonne protettore delle donne, regia di Luigi Filippo D'Amico (1976)
- La moglie di mio padre, regia di Andrea Bianchi (1976)
- L'Agnese va a morire, regia di Giuliano Montaldo (1976)
- Amici più di prima, regia di Giorgio Simonelli (1976)
- Il cinico, l'infame, il violento, regia di Umberto Lenzi (1977)
- Tre tigri contro tre tigri, regia di Sergio Corbucci e Steno (1977)
- Bersaglio altezza uomo, regia di Guido Zurli (1979)
- La città delle donne, regia di Federico Fellini (1980)
- Il terno a letto, regia di Guido Zurli (1980)
- Delitto sull'autostrada, regia di Bruno Corbucci (1982)
- Hercules, regia di Luigi Cozzi (1983)
- Squadra selvaggia, regia di Umberto Lenzi (1985)
- Storia d'amore, regia di Francesco Maselli (1986)
- Bersaglio sull'autostrada, regia di Marius Mattei (1988)
- M.D.C. - Maschera di cera, regia di Sergio Stivaletti (1997)
- La rumbera, regia di Piero Vivarelli (1998)
- Come inguaiammo il cinema italiano - La vera storia di Franco e Ciccio, regia di Ciprì e Maresco (2004)
- The Diabolikal Super-Kriminal - documentario (2007)
- Fellini fine mai, regia di Eugenio Cappuccio - documentario (2019)
- Nonna ci produce un film, regia di Walter Garibaldi (2023)

### Televisione
- Il successo, regia di Giorgio De Lullo – film TV (1963)
- I grandi camaleonti – miniserie TV (1964)
- Il gioco delle parti, regia di Giorgio De Lullo – film TV (1970)
- Le inchieste del commissario Maigret – serie TV, episodio Maigret in pensione (1972)
- Forza Roma!, regia di Pino Passalacqua – film TV (1976)
- Dei miei bollenti spiriti, regia di Sandro Bolchi – film TV (1981)
- Gnicche, regia di Ivan Angeli – film TV (1981)
- Un eroe del nostro tempo – miniserie TV (1982)
- Casa Cecilia – serie TV,  episodio Quaggiù qualcuno mi ama (1987)
- A che punto è la notte – miniserie TV (1994)
- Anni '60 – serie TV (1999)
- Amedeo Nazzari, un divo italiano, regia di Stefano Porru – cortometraggio (2001)

## Doppiatrici italiane
- Vittoria Febbi in Maigret a Pigalle
- Flaminia Jandolo in Le calde notti di Lady Hamilton
- Fiorella Betti in La belva
- Rita Savagnone in Campa carogna... la taglia cresce
- Liù Bosisio in Tre tigri contro tre tigri